# Alfonso Capecelatro
Alfonso Capecelatro (Marseille, 5 februari 1824 – Rome, 14 november 1912) was een Italiaans aartsbisschop en kardinaal.

## Biografie
In 1847 werd hij tot priester gewijd. Hij werd geïnstalleerd als aartsbisschop van Capua in 1880. Hij werd tot kardinaal-priester verheven in 1885 door paus Leo XIII. Capecelatro nam deel aan de conclaven van 1903 en 1914. 
Met het overlijden van Anton Josef Gruscha in 1911 werd hij de oudst nog levende kardinaal. Hij overleed op 88-jarige leeftijd.